# نورون حرکتی تحتانی
منظور از واژه «نورون حرکتی تحتانی»، نورونهای حرکتی از ساقه مغزی (یعنی هسته‌های حرکتی اعصاب مغزی) و نورونهای شاخ قدامی نخاع است. انتهای آکسون این نورونها معمولاً به عضلات بدن ختم می‌شود و وظیفه آن‌ها هدایت تحریکات عصبی (فرامین حرکت) از نورونهای حرکتی فوقانی به عضلات است.
این نورونها به دو نوع نورون حرکتی آلفا (α-MNs) و نورون حرکتی گاما (γ-MNs) تقسیم‌بندی می‌شوند. این نورونها با ترشح گلوتامات توسط نورونهای محرکه فوقانی تحریک شده ولی خودشان در انتهای آکسونی، استیل کولین آزاد می‌کنند.

## ضایعات نورون حرکتی تحتاتی
علائم حاصل از ضایعات نورون حرکتی تحتاتی عبارت است از فلج اندام از نوع شل (فلاسید)، کاهیدگی (آتروفی) عضلانی، فاسیکولاسیون و کاهش تونوس عضله. سایر علائم عبارتند از: کاهش رفلکسهای تاندونی عمقی و الکترومیوگرافی (EMG) غیرطبیعی. علامت بابنسکی اغلب از بین می‌رود.
فلج اطفال و تروما از شایعترین علل ضایعات نورون حرکتی تحتاتی هستند. آمیوتروفیک لاترال اسکلروز (ALS) شایعترین بیماری نورونهای حرکتی است که هم نورونهای حرکتی فوقانی و هم نورونهای حرکتی تحتانی درگیر می‌شوند.